# لجنة الأمم العشر لنزع السلاح
تشكلت لجنة الأمم العشر لنزع السلاح (TNCD) لمعالجة قضية نزع السلاح النووي خلال الحرب الباردة. وقد تشكلت من خلال الجمع بين قرار الأمم المتحدة واتفاق بين القوى الأربعة الكبرى، وبدأت اللجنة العمل في مارس 1960. وبقيت على حالها من مارس - يونيو 1960.

## معلومات تاريخية
نشأت لجنة الأمم العشر لنزع السلاح 1960 من اجتماع الأربعة الكبار عام 1959 في برلين. وفي الاجتماع، قررت القوى الأربعة الكبرى (الولايات المتحدة والمملكة المتحدة وفرنسا والاتحاد السوفييتي) استئناف المحادثات التي أوقفت سابقًا بشأن نزع السلاح وإنشاء منتدى تفاوضي دولي جديد. ونتيجة لهذا الاتفاق تأتي سلطة قرار الأمم المتحدة (UN) في 7 سبتمبر 1959 بإنشاء لجنة نزع سلاح تابعة للأمم المتحدة، وهو ما أدى إلى إنشاء لجنة الأمم العشر لنزع السلاح. وقد بدأت اللجنة التي لم تدم طويلاً عملها رسميًا في جنيف، سويسرا في 15 مارس 1960.
تم تقسيم عمل اللجنة إلى دورتين صغيرتين. امتدت الأولى من 15 مارس - 29 أبريل 1960، وفي يوم 29 أوقفت اللجنة العمل بسبب عقد قمة باريس بالتزامن معها. وامتد هذا التوقف حتى 7 يونيو 1960 عندما انعقدت اللجنة مرة أخرى في جنيف. وكانت الدورة الثانية للجنة قصيرة أيضًا. ففي 28 يونيو 1960، تأجلت اللجنة إلى أجل غير مسمى في أعقاب فشل قمة باريس وحادث طائرة المراقبة يو-2.

## الأعضاء
استندت اللجنة على تمثيل متساوٍ وشملت خمس دول من حلف وارسو وخمس دول من حلف الناتو.
الأعضاء الأصليون للجنة الأمم العشر لنزع السلاح: (الكتلة الغربية) - كندا وفرنسا وبريطانيا العظمى وإيطاليا والولايات المتحدة. (الكتلة الشرقية) - بلغاريا وتشيكوسلوفاكيا وبولندا ورومانيا والاتحاد السوفييتي.

## النتائج والإرث
كانت لجنة الأمم العشر لنزع السلاح (1960) واحدة من الأسلاف المتعددين لمنظمة الأمم المتحدة لنزع السلاح الحالية، مؤتمر نزع السلاح (CD). وقد سبقت لجنة الأمم العشر لنزع السلاح لجنة الأمم الثمانية عشرة لنزع السلاح (1962-69)، التي تبعها مؤتمر لجنة نزع السلاح (CCD) (1969-78) حتى تم تشكيل مؤتمر نزع السلاح عام 1979.